# 圣雅各伯圣斐理伯主教座堂 (巴地)
圣雅各伯圣斐理伯主教座堂（nhà thờ Thánh Giacôbê và Thánh Philípphê）即巴地主教座堂（Nhà thờ chính tòa Bà Rịa）是天主教巴地教区的主教座堂，位于越南巴地头顿省巴地市福協坊八月革命街227号。
1874年，本堂神父埃拉德（Errard）与助理神父布捷（Boutier）在一个小堂的基础上建造新教堂。经过一段时间的准备，于1877年11月21日举行了奠基仪式。1879年5月14日，科隆伯特主教和蓬特维纳主教祝圣了教堂，主保圣人是圣雅各伯圣斐理伯。该堂为罗马式建筑风格，装饰典雅，设计牢固方便，适合沿海地区的气候条件。
教堂经过多次修复和扩建，但是到2005年，新的巴地教区成立时，教堂无法满足新的需求。2007年8月15日，首任主教阮文簪（Thomas Nguyên Van Trâm）奠下了建造新主教座堂的第一块石头。新主教座堂的建筑更加现代，但仍希望保留旧教堂的熟悉特征。主教座堂的特点是两个45米高的花岗岩尖顶和六口钟，直径从60厘米到114厘米不等。圣餐桌由白色大理石制成，长4米。两位主保圣人圣雅各伯圣斐理伯的雕像立于教堂正门的两侧。